# Schmidtheim
Schmidtheim ist der größte Ortsteil der Gemeinde Dahlem im Kreis Euskirchen in Nordrhein-Westfalen in der Eifel.
Durch den Ort verläuft die Kreisstraße 61, die auf die Landesstraße 204 stößt. Am Ortsrand trifft die Landesstraße 204 auf die Bundesstraße 51. Durch den Ort fließt die Urft, die in Ortsnähe entspringt.

## Geschichte
Schmidtheim wird erstmals als Smideheim in einer Königsurkunde aus dem Jahre 867 erwähnt. Gegen Ende des 12. Jahrhunderts wird ein Adelsgeschlecht von Smydeheim in den Urkunden genannt. Zur Manifestierung ihrer Macht erbauten die Herren von Schmidtheim eine Burg in der Nähe der Pfarrkirche. Die Grundmauern des heutigen Schlosses sind größtenteils identisch mit diesem ersten Befestigungsbau. Um 1500 starb das Geschlecht im Mannesstamm aus. Die Nachfolge trat die Familie Beissel von Gymnich, die heute noch das Schloss Schmidtheim bewohnt, an.
Am 1. Juli 1969 wurde Schmidtheim nach Dahlem eingemeindet.

## Wappen
| | Blasonierung: „In Rot drei 2:1 gestellte silberne (weiße) Hämmer.“ |
| Wappenbegründung: Das Wappen wurde zuletzt 1956 vom nordrhein-westfälischen Innenminister verliehen. Es ist abgeleitet vom Wappen der Herren von Schmidtheim, wie es sich am Schloss Schmidtheim befindet. Zugleich symbolisiert es die Eisenindustrie in der Gemeinde. |                                                                    |

## Schloss

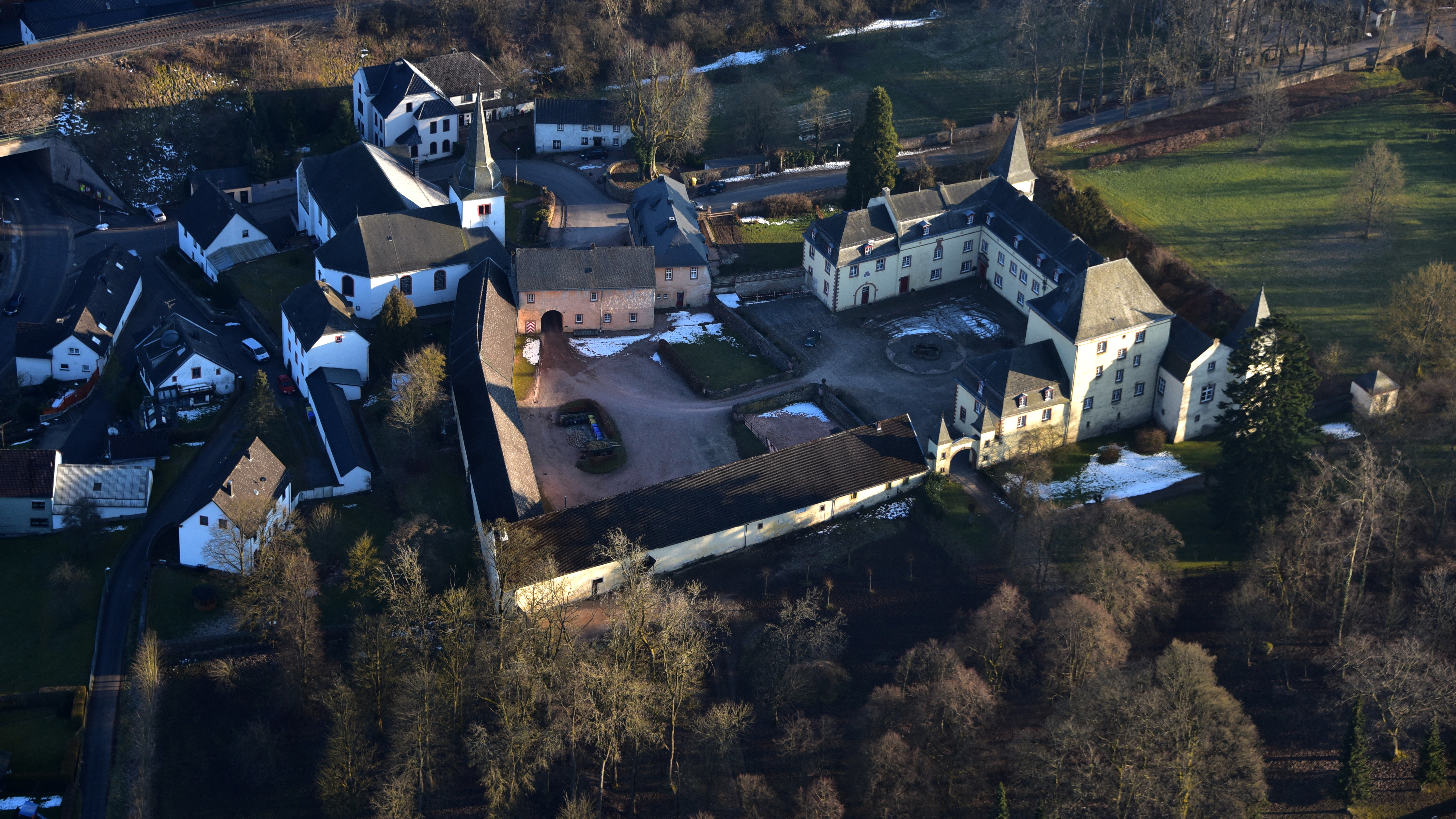
Schloss Schmidtheim, Luftaufnahme (2016)

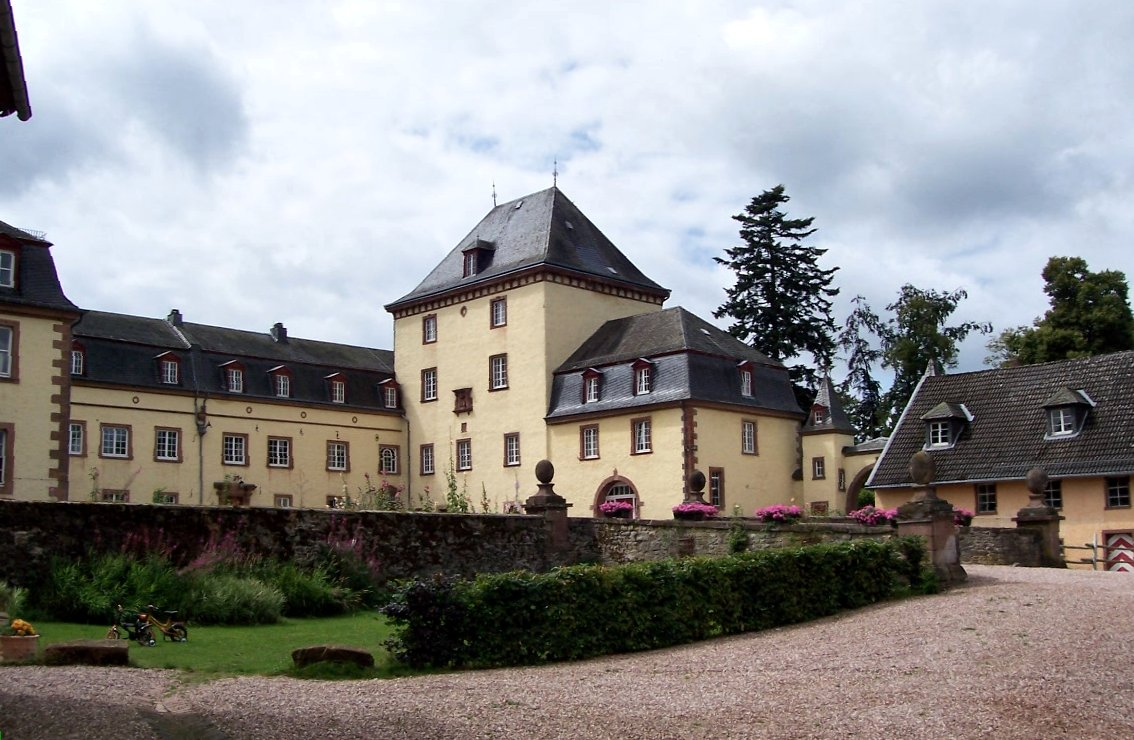
Wohnturm Schloss Schmidtheim (Dahlem)

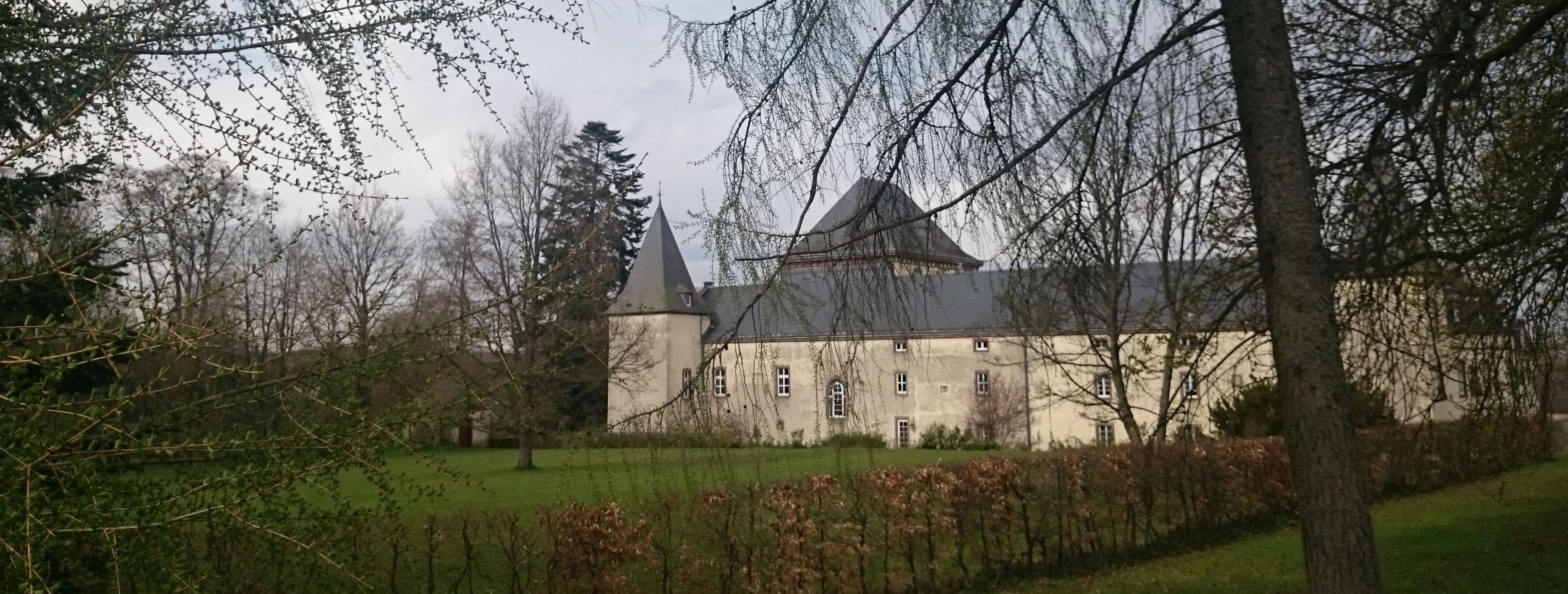
Schloss Schmidtheim

Die Schlossanlage wurde zwischen dem 16. und 18. Jahrhundert erbaut. Zuerst wurde der besonders markante Wohnturm erbaut. Die Anlage wurde dann um eine Vorburg mit Wirtschaftshof, zwei Seitenflügel und ein vierteiliges Brunnenbecken im Hof erweitert. Die Gräben des ehemals zweiteiligen Wasserschloss sind heute zugeschüttet.
Das Schloss befindet sich noch immer im Privatbesitz der Familie Graf Beissel von Gymnich.
Am Südostflügel ist außen ein Ehewappen angebracht für Friedrich Wilhelm Beyssel von Gymnich (geb. 1638, gest. 1710) und Maria Magdalena von Metzenhausen (gest. 1716). An der Vorburg ist ein Ehewappen über der Tordurchfahrt angebracht für Georg Anton Dominikus Beyssel von Gymnich (geb. 1683, gest. 1754), kurtrierischer Geheimer Rat und Kammerherr, Oberamtmann zu Prüm, Schönecken und Schönberg, und seine zweite Frau, Maria Anna Franziska Ludovika Freiin Raitz von Frentz zu Kendenich.

## Kirche
Die heutige Schmidtheimer Kirche geht auf das 12. Jahrhundert zurück. Aus dieser Zeit ist noch der romanische Glockenturm erhalten. Das alte, vermutlich romanische, Kirchenschiff wurde zwischen 1720 und 1722 durch eine Saalkirche mit dreiseitig geschlossenem Chor im Baustil des Barock ersetzt. In diese Zeit fällt wohl auch die Errichtung der geschweiften barocken Kirchturmspitze.
In den Jahren 1964 und 1965 wurde an das Gotteshaus ein wesentlich größerer Erweiterungsbau an die Südwand angebaut.

## Barfuß- und Generationenpark
In Schmidtheim, Talweg 3, liegt der Barfuß- und Generationenpark. Ein naturnah gestalteter, großer Spielplatz und Barfußpfad mit Irrgarten, Seilbahn, Pavillon, Kräuterspirale, Bauerngarten, kleinem Bachlauf, der aus einer Quelle gespeist wird, Beachvolleyballplatz, Bouleplatz und vielen Spielgeräten.

## Verkehr
Den öffentlichen Personennahverkehr (ÖPNV) stellen die Omnibusse der Regionalverkehr Köln (RVK) sicher.
| Linie | Verlauf |
| ----- | --- |
| 834   | MiKE (außer im Schülerverkehr): (Blankenheim –) Schmidtheim – Dahlem Bf – Baasem – Kronenburg – Kronenburgerhütte – Frauenkron – Berk |

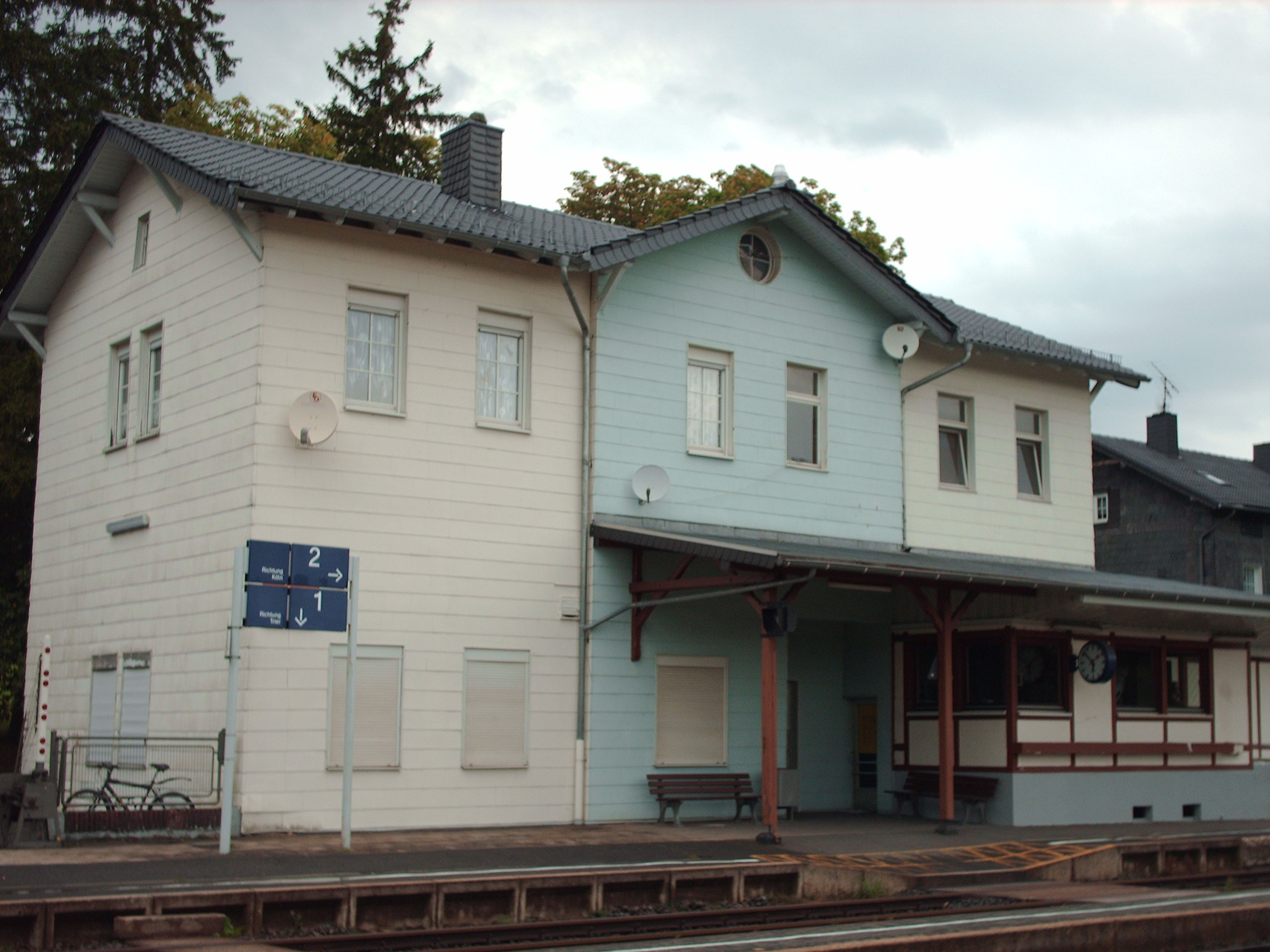
Bahnhofsgebäude Schmidtheim

Der Bahnhof Schmidtheim ist der höchstgelegene Bahnhof in Nordrhein-Westfalen (570 m ü. NHN). Er liegt an der Eifelbahn (KBS 474) Köln–Euskirchen–Gerolstein–Trier, auf der im Schienenpersonennahverkehr täglich im Stundentakt der Eifel-Express (RE 22) und nur Mo–Fr im Berufsverkehr die Eifel-Bahn (RB 24) verkehren.
| Linie       | Verlauf | Takt          |
| ----------- | --- | ------------- |
| RE 22 RB 22 | Eifel-Express: Köln Messe/Deutz – Köln Hbf – Köln West – Köln Süd – Erftstadt – Weilerswist – Euskirchen – Mechernich – Kall – Urft (Steinfeld) – Nettersheim – Blankenheim (Wald) – Schmidtheim – Dahlem (Eifel) – Jünkerath – Lissendorf – Oberbettingen-Hillesheim – Gerolstein (Gattungswechsel RE/RB) – Birresborn – Mürlenbach – Densborn – Usch/Zendscheid – St. Thomas – Kyllburg – Bitburg-Erdorf – Hüttingen – Philippsheim – Speicher – Auw an der Kyll – Daufenbach – Kordel – Ehrang – Pfalzel – Trier Hbf (aufgrund von Hochwasserschäden längerfristig im Schienenersatzverkehr zwischen Kall und Gerolstein) Stand: April 2023 | 60 min        |
| RB 24       | Eifel-Bahn: Köln Messe/Deutz – Köln Hbf – Köln West – Köln Süd – Hürth-Kalscheuren – Brühl-Kierberg – Erftstadt – Weilerswist – Weilerswist-Derkum – Euskirchen-Großbüllesheim – Euskirchen – Satzvey – Mechernich – Scheven – Kall – Urft (Steinfeld) – Nettersheim – Blankenheim (Wald) – Schmidtheim – Dahlem (Eifel) – Jünkerath – Lissendorf – Oberbettingen-Hillesheim – Gerolstein (aufgrund von Hochwasserschäden längerfristig im Schienenersatzverkehr zwischen Kall und Gerolstein) Stand: April 2023 | einzelne Züge |

Durchgeführt wird der Schienenpersonennahverkehr von der DB Regio NRW, die für den Eifel-Express und die Eifel-Bahn Diesel-Triebwagen der DB Baureihe 644 in Ein- bis Dreifachtraktion für Geschwindigkeiten bis zu 120 km/h einsetzt. Für den gesamten ÖPNV gilt der Tarif des Verkehrsverbundes Rhein-Sieg und tarifraumüberschreitend der NRW-Tarif.